# Marina Zhirova
Marina Zhirova (Yegórievsk, Rusia, 6 de junio de 1963) es una atleta soviética retirada, especializada en la prueba de 4 x 100 m en la que llegó a ser medallista de bronce olímpica en 1988.

## Carrera deportiva
En los JJ. OO. de Seúl 1988 ganó la medalla de bronce en los relevos 4 x 100 metros, con un tiempo de 42.75 segundos, tras Estados Unidos y Alemania del Este, siendo sus compañeras de equipo: Lyudmila Kondratyeva, Galina Malchugina, Natalya Pomoshchnikova y Maia Azarashvili.